# Cutomu Mijazaki
Cutomu Mijazaki (宮崎 勤; Mijazaki Cutomu, 21. srpna 1962 – 17. června 2008), známý jako vrah Otaku, byl japonský sériový vrah.

## Pozadí
Mijazaki se narodil předčasně s deformovanými horními končetinami – měl srostlá zápěstí. Kvůli tomuto handicapu byl na základní škole šikanován, následkem toho se stranil okolí a stával se posedlým čtenářem mangy.
Přestože měl ve škole zpočátku velmi dobré výsledky, s přechodem na střední školu se velmi zhoršily. Svůj původní plán stát se učitelem angličtiny změnil a studoval na fototechnika.

## Život sériového vraha
V letech 1988 a 1989 Mijazaki zabil a znetvořil čtyři dívky ve věku od čtyř do sedmi let; znásilnil jejich těla a snědl část třetí oběti. Jeho činy byly šokem pro prefekturu Saitama, která je známá dlouhodobě nízkou kriminalitou.
Do této doby Mijazaki příliš nevybočoval z řady, dal se charakterizovat jako tichý a poslušný zaměstnanec. Své oběti si vybíral náhodně. Terorizoval rodiny obětí, posílal jim dopisy, kde podrobně popisoval, co obětem provedl. Rodině oběti Eriky Nambaové Mijazaki poslal morbidní pohled jako koláž s nalepenými slovy vystříhanými z časopisů: Erika. Studená. Chroptí. Hrdlo. Odpočívá. Smrt.
Torzo první obětí Mari Kon'no nechal rozkládat v kopcích nedaleko od svého domu. Ruce a nohy byly nalezeny po jeho zatčení u něj doma. Kosti spaloval v kotli a poté je rozemlel na prach a poslal rodině v krabici s několika přiloženými zuby, fotkami oblečení a pohledem se vzkazem: Mari. Zkremována. Kosti. Zjistit. Ověřit.

## Zatčení
V roce 1989 se Mijazaki pokusil školačce zavést lupu do pochvy v parku nedaleko jejího domu. Naštěstí byl poblíž její otec, který Mijazakiho napadl. Ten uprchl, ale vrátil se do parku pro auto a díky tomu byl vzápětí zatčen. Policie prohledala jeho dvoupokojový byt a našla sbírku 5 763 videokazet, z nichž některé obsahovaly pornografické anime a slash filmy. Navzdory informacím, které šířil bulvární tisk, tvořily většinu sbírky běžné anime seriály. Policie rovněž našla videonahrávky a snímky Mijazakiho obětí. Ústředními snímky pro něj pravděpodobně bylo prvních pět dílů filmů Guinea Pig (Morče); jako vzor pro své vraždy použil právě druhý film z této série. Mijazakiho činy zvedly v Japonsku vlnu paniky zaměřené na anime a otaku. Během procesu zůstal Mijazaki chladný a netečný. V roce 1989 byl shledán vinným z vražd, které vešly ve známost jako vraždy Otaku.
V průběhu procesu Mijazakiho otec odmítl svého syna podporovat (ten chtěl peníze na právníka) a spáchal sebevraždu.

## Uvěznění a proces
V průběhu devadesátých let byl Mijazaki uvězněn a podroben mnoha psychiatrickým vyšetřením. V roce 1997 skupina psychiatrů z Tokijské univerzity zveřejnila zprávu o Mijazakim, ve které konstatovala, že Mijazaki sice trpí disociativní poruchou identity a schizofrenií, ale přesto si byl schopen uvědomit následky svých činů, které spáchal, a tudíž je za ně právně odpovědný. Krátce na to byl Mijazaki odsouzen k trestu smrti oběšením.
17. ledna 2006 japonský nejvyšší soud znovu potvrdil trest smrti. Dne 17. června 2008 byl Mijazaki popraven oběšením.

## Oběti
1. Mari Kon'no (今野 真理 Kon'no Mari) – věk čtyři roky
2. Masami Jošizawa (吉沢 正美 Jošizawa Masami) – věk sedm let
3. Erika Nanba (難波 絵梨香 Nanba Erika) – věk čtyři roky
4. Ajako Nomoto (野本 綾子 Nomoto Ajako) – věk pět let